# 158. pr. Kr.
◄ | 3. stoljeće pr. Kr. | 2. stoljeće pr. Kr. | 1. stoljeće pr. Kr. | ►
◄ | 180-ih pr. Kr. | 170-ih pr. Kr. | 160-ih pr. Kr. | 150-ih pr. Kr. | 140-ih pr. Kr. | 130-ih pr. Kr. | 120-ih pr. Kr. | ►
◄◄ | ◄ | 161. pr. Kr. | 160. pr. Kr. | 159. pr. Kr. | 158 pr. Kr. | 157. pr. Kr. | 156. pr. Kr. | 155. pr. Kr. | ► | ►►
Astronomija

## Događaji
- Rimljani šalju poslanstvo Delmatima, s kojima Delmati postupiše negostoljubivo, što započne 1. rimsko-delmatski rat